# Great Rollright
Great Rollright – wieś w Anglii, w hrabstwie Oxfordshire, w dystrykcie West Oxfordshire. Leży 33 km na północny zachód od Oksfordu i 111 km na północny zachód od Londynu.